# Musca seniorwhitei
Musca seniorwhitei este o specie de muște din genul Musca, familia Muscidae, descrisă de William Hampton Patton în anul 1922. Conform Catalogue of Life specia Musca seniorwhitei nu are subspecii cunoscute.